# Jean-Jacques Rocchi
Jean-Jacques Rocchi, né le 1er juin 1989 à Bastia (France), est un footballeur français jouant au poste d'ailier gauche au FC Borgo.

## Biographie

### Débuts en Corse
Jean-Jacques Rocchi commence le football en Corse, à l'AS Vescovato, club amateur proche de son domicile de Venzolasca. Il rejoint ensuite le SC Bastia en U11, avec qui il effectue sa formation jusqu'à devenir professionnel en 2007.
Le 22 novembre 2008, Rocchi dispute son premier match avec l’équipe une en Coupe de France face au Luzenac AP. Il apparaît ensuite régulièrement avec l'équipe première du club mais joue majoritairement en réserve. Il totalise douze apparitions en Ligue 2 lors de la saison 2009-2010, mais le SCB est relégué en National à la fin de l'exercice. Rocchi participe ensuite à cinq rencontres lors de la remontée directe du club en Ligue 2.

### Expériences dans le monde amateur
Bénéficiant de peu de temps de jeu au Sporting, il signe à l'AFC Compiègne en CFA. Il n'y dispute qu'une seule rencontre avant de retourner en Corse, au FC Calvi. Après deux saisons comme titulaire avec son club, celui-ci annonce son retrait du championnat à la suite de difficultés financières.
Il est donc laissé libre et décide de s'engager avec le CS Sedan, rétrogradé en CFA 2. Il participe activement aux remontées consécutives du club en CFA puis en National. À l'âge de 26 ans, il dispute sa première saison complète au troisième échelon du football français. Avec trois buts inscrits en 31 matchs, il est élu meilleur joueur sedanais de la saison.
Ses bonnes performances le conduisent à l'USL Dunkerque, autre club de National qui vise les premières places et la montée en Ligue 2 à moyen terme. Il y joue durant deux saisons, au cours desquelles il est titulaire et capitaine.

### Retour dans le monde professionnel au FC Annecy
Faute d'un accord quant à une prolongation de contrat dans le Nord, il rejoint librement le FC Annecy en National 2. Nommé nouveau capitaine de l'équipe première, le joueur corse dispute deux saisons à ce niveau avant de connaître une nouvelle montée en National en avril 2020. Le FCA parvient à se maintenir lors de l'exercice suivant. Le 18 février 2022, il prolonge son contrat avec Annecy pour deux saisons supplémentaires. À l'issue de la saison 2021-2022, le FC Annecy obtient la montée en Ligue 2 après 29 ans d'absence. Rocchi retrouve donc le niveau professionnel, plus de douze ans après l'avoir quitté. 
Le 1er mars 2023, il participe à la qualification de son club pour les demi-finales de la Coupe de France au stade Vélodrome lors d'une victoire face à l'Olympique de Marseille aux tirs au but.

### En sélection
Le 6 juin 2009, il honore sa première sélection avec l'équipe de Corse lors d'une rencontre face au Congo (1-1). Il a disputé cinq rencontres avec cette équipe, et la dernière remonte au 26 mai 2017 face au Nigeria (1-1).

## Statistiques
| Saison                | Club                  | Championnat           | Championnat | Championnat | Championnat | Coupe nationale | Coupe nationale | Coupe nationale | Coupe de la Ligue | Coupe de la Ligue | Coupe de la Ligue | Total | Total | Total |
| Saison                | Club                  | Division              | M.          | B.          | P.d.        | M.              | B.              | P.d.            | M.                | B.                | P.d.              | M.    | B.    | P.d.  |
| 2008-2009             | SC Bastia             | Ligue 2               | 6           | 0           | 0           | 1               | 0               | 0               | -                 | -                 | -                 | 7     | 0     | 0     |
| 2009-2010             | SC Bastia             | Ligue 2               | 12          | 0           | 0           | 1               | 0               | 0               | 1                 | 0                 | 0                 | 14    | 0     | 0     |
| 2010-2011             | SC Bastia             | National              | 5           | 0           | 0           | -               | -               | -               | -                 | -                 | -                 | 5     | 0     | 0     |
| Sous-total            | Sous-total            | Sous-total            | 23          | 0           | 0           | 2               | 0               | 0               | 1                 | 0                 | 0                 | 26    | 0     | 0     |
| 2011-2012             | AFC Compiègne         | CFA                   | 1           | 0           | 0           | -               | -               | -               | -                 | -                 | -                 | 1     | 0     | 0     |
| 2011-2012             | FC Calvi              | CFA                   | 27          | 4           | 10          | -               | -               | -               | -                 | -                 | -                 | 27    | 4     | 10    |
| 2012-2013             | FC Calvi              | CFA                   | 31          | 3           | 11          | 2               | 1               | 0               | -                 | -                 | -                 | 33    | 4     | 11    |
| Sous-total            | Sous-total            | Sous-total            | 58          | 7           | 21          | 2               | 1               | 0               | -                 | -                 | -                 | 60    | 8     | 21    |
| 2013-2014             | CS Sedan              | CFA 2                 | 20          | 4           | 9           | 2               | 3               | 0               | -                 | -                 | -                 | 22    | 7     | 9     |
| 2014-2015             | CS Sedan              | CFA                   | 30          | 2           | 12          | 5               | 0               | 0               | -                 | -                 | -                 | 35    | 2     | 12    |
| 2015-2016             | CS Sedan              | National              | 31          | 3           | 4           | 3               | 1               | 0               | -                 | -                 | -                 | 34    | 4     | 4     |
| Sous-total            | Sous-total            | Sous-total            | 81          | 9           | 25          | 10              | 4               | 0               | -                 | -                 | -                 | 91    | 13    | 25    |
| 2016-2017             | USL Dunkerque         | National              | 31          | 3           | 0           | 1               | 0               | 0               | -                 | -                 | -                 | 32    | 3     | 0     |
| 2017-2018             | USL Dunkerque         | National              | 26          | 0           | 3           | 3               | 0               | 0               | -                 | -                 | -                 | 29    | 0     | 3     |
| Sous-total            | Sous-total            | Sous-total            | 57          | 3           | 3           | 4               | 0               | 0               | -                 | -                 | -                 | 61    | 3     | 3     |
| 2018-2019             | FC Annecy             | National 2            | 29          | 4           | 5           | 2               | 0               | 0               | -                 | -                 | -                 | 31    | 4     | 5     |
| 2019-2020             | FC Annecy             | National 2            | 17          | 4           | 1           | 2               | 1               | 0               | -                 | -                 | -                 | 19    | 5     | 1     |
| 2020-2021             | FC Annecy             | National              | 27          | 1           | 6           | 5               | 0               | 1               | -                 | -                 | -                 | 32    | 1     | 7     |
| 2021-2022             | FC Annecy             | National              | 26          | 1           | 5           | -               | -               | -               | -                 | -                 | -                 | 26    | 1     | 5     |
| 2022-2023             | FC Annecy             | Ligue 2               | 14          | 0           | 0           | 4               | 1               | 1               | -                 | -                 | -                 | 18    | 1     | 1     |
| Sous-total            | Sous-total            | Sous-total            | 113         | 10          | 17          | 13              | 2               | 2               | -                 | -                 | -                 | 126   | 12    | 19    |
| Total sur la carrière | Total sur la carrière | Total sur la carrière | 333         | 29          | 66          | 31              | 7               | 2               | 1                 | 0                 | 0                 | 365   | 36    | 68    |

## Palmarès

### En club
- SC Bastia
  - Champion de France de National en 2011

- CS Sedan
  - Champion de France de CFA en 2015
  - Vice-champion de France de CFA 2 en 2014

- FC Annecy
  - Champion de France de National 2 en 2020
  - Vice-champion de France de National en 2022